# Léon-François Comerre
Léon-François Comerre, nacido el 10 de octubre de 1850 en Trélon (Distrito  de Avesnes), y muerto el 20 de febrero de 1916 en Vésinet, fue un pintor y escultor orientalista francés ganador del Premio de Roma en 1875.

## Datos biográficos

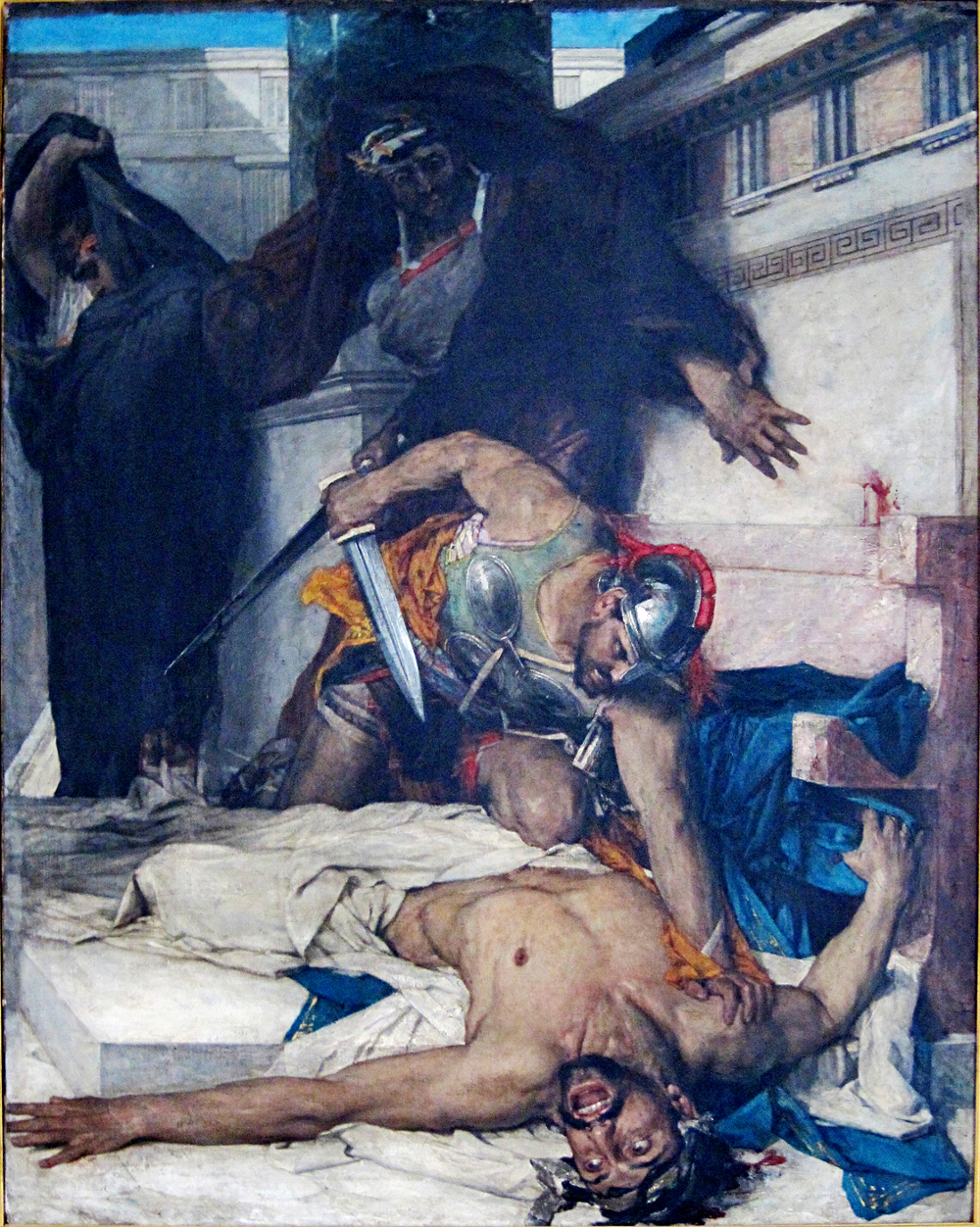
La muerte de Timófanes pintado por Léon-François Comerre (1874)

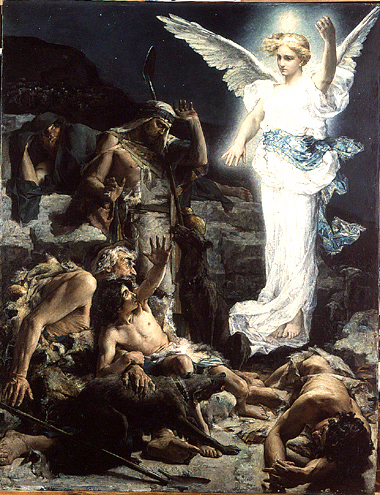
El anuncio de los pastores. Premio de Roma 1875.

Hijo de Oscar Louis Comerre, institutor, y de Apolline Knorr, Léon-François Comerre vivió en Lille donde su familia se instaló en 1853. Fue alumno del pintor Alphonse Colas. En 1867, obtuvo una medalla de oro de la Academia de Lille y una beca del Departamento del Norte que le permitieron proseguir sus estudios en París. En 1868, entró en el taller de Alexandre Cabanel, cuya influencia lo hizo orientalista. Después fue admitido en la Escuela de bellas artes de París. Obtiene la gran medalla por sus copiados otorgada por el ministro de Bellas Artes.
Movilizado a la guerra franco prusiana de 1870, retomó la pintura una vez liberado y expuso por primera vez en el Salón de París de 1871 un retrato titulado La Italiana. Presenta nuevamente su trabajo en 1874 después en 1875, fecha en la cual obtuvo una medalla de 3er lugar por su tela denominada Casandro.
A partir de 1872, participó varias veces para el concurso del gran premio de Roma. Recibió el premio de Roma de 1875 por su cuadro El Anuncio a los pastores. 
Instalado en París en un palacete donde tiene un taller en la calle Ampère, encontró finalmente el taller de sus sueños en Vésinet y confió la disposición a la arquitecta Louis Gilbert. Fue a partir de 1884 que se instaló con su familia, viviendo ahí hasta su muerte. Fue elegido concejal del Vésinet de 1904 a 1908, bajo el mandato de Gaston de Casteran. En 1909, fue nombrado Rosati de honor.
Su esposa, Jacqueline Comerre-Paton (1859-1955), fue igualmente una pintora. Léon Commerre fue tío de Albert Gleizes, renombrado pintor cubista.
La sucesión de su nieta, Denise Leo-Comerre, puso en venta los fondos de taller de su abuelo (3 de febrero de 2003 43 lotes). La ciudad de Trélon hizo la adquisición de ocho cuadros, entre los cuales:  Estudio de cabeza femenina sobre fondo azul, El Sombrero de plumas, La Pequeña hija al aro, El guiño de ojo, Mujer en atuendo de baile y Mujer con Sombrero negro.

## Condecoraciones
- Chevalier de la Legión de Honor en 1885
- Oficial de la Legión de Honor[1]